# Championnat de France de rugby à XV 1949-1950
Navigation
1948-1949 1950-1951
Le championnat de France de rugby à XV de première division 1949-1950 est disputé par 48 équipes groupées en 8 poules, 32 équipes sont qualifiées pour disputer les 16e de finale.
Le championnat est remporté par le Castres olympique tenant du titre qui bat le Racing club de France en finale

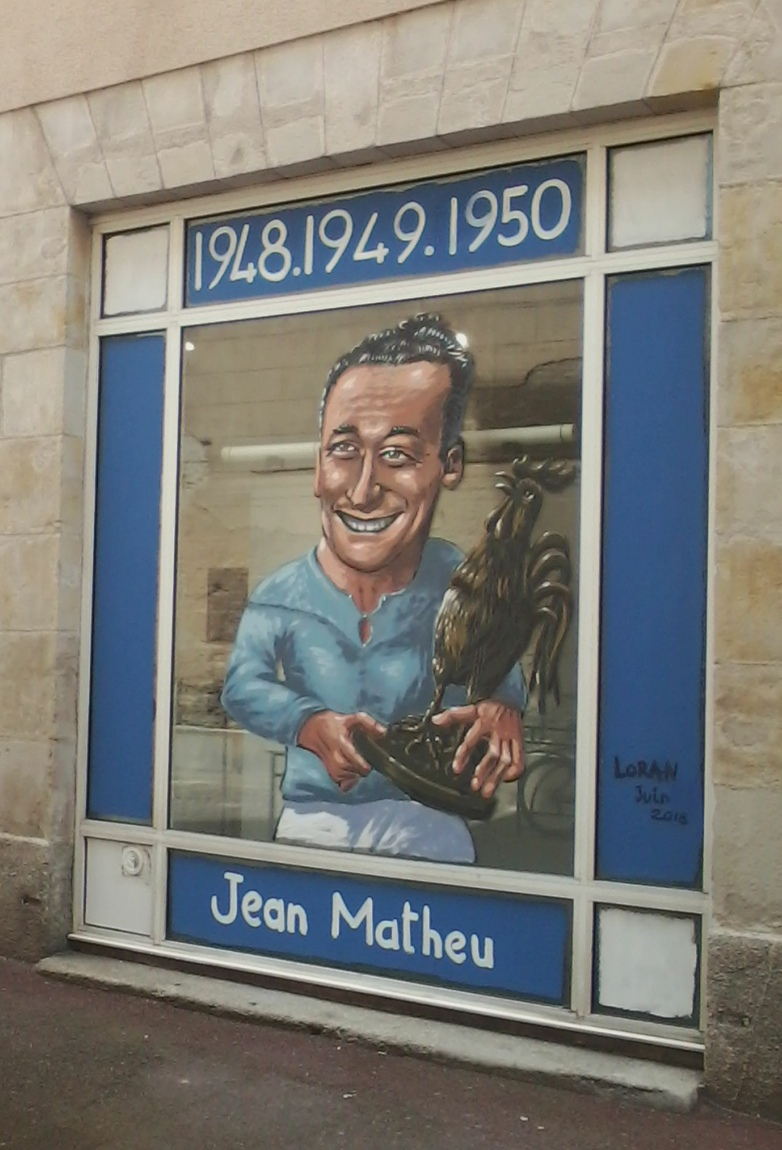
Hommage à Matheu capitaine du CO double champion de France 1949 et 1950.

## Contexte
Le Tournoi des cinq nations 1950 est remporté par le Pays de Galles, la France termine troisième. La Coupe de France de rugby à XV est remportée par le FC Lourdes qui bat l'AS Biterroise Cheminots en finale.

## Seizièmes de finale
Les équipes dont le nom est en caractères gras sont qualifiées pour les huitièmes de finale. 
| Équipe 1              | Équipe 2           | Résultat |
| --------------------- | ------------------ | -------- |
| Castres olympique     | SC Angoulême       | 11-6     |
| AS Béziers            | CA Bègles          | 10-3     |
| USA Limoges           | Stade rochelais    | 6-3      |
| SC Mazamet            | US Montauban       | 11-8     |
| Section paloise       | US Dax             | 9-0      |
| Stadoceste tarbais    | US Romans          | 11-0     |
| US Carmaux            | RC Toulon          | 6-5      |
| FC Auch               | US Cognac          | 3-0      |
| Racing club de France | AS Soustons        | 17-5     |
| Valence sportif       | Stade montois      | 3-0      |
| USA Perpignan         | CA Périgueux       | 3-0      |
| CS Vienne             | Biarritz olympique | 5-3      |
| Aviron bayonnais      | Stade toulousain   | 6-3      |
| FC Lourdes            | RC Vichy           | 11-5     |
| AS Montferrand        | CA Brive           | 15-12    |
| Lyon OU               | RC Narbonne        | 16-4     |

## Huitièmes de finale
Les équipes dont le nom est en caractères gras sont qualifiées pour les quarts de finale. 
| Équipe 1              | Équipe 2           | Résultat |
| --------------------- | ------------------ | -------- |
| Castres olympique     | AS Béziers         | 6-3      |
| USA Limoges           | SC Mazamet         | 9-3      |
| Section paloise       | Stadoceste tarbais | 11-0     |
| US Carmaux            | FC Auch            | 9-0      |
| Racing club de France | Valence sportif    | 6-5      |
| USA Perpignan         | CS Vienne          | 5-3      |
| Aviron bayonnais      | FC Lourdes         | 11-9     |
| AS Montferrand        | Lyon OU            | 17-5     |

## Quarts de finale
Les équipes dont le nom est en caractères gras sont qualifiées pour les demi-finales.
| Équipe 1              | Équipe 2       | Résultat |
| --------------------- | -------------- | -------- |
| Castres olympique     | USA Limoges    | 6-3      |
| Section paloise       | US Carmaux     | 8-0      |
| Racing club de France | USA Perpignan  | 17-0     |
| Aviron bayonnais      | AS Montferrand | 8-3      |

## Demi-finales
| Équipe 1              | Équipe 2         | Résultat |
| --------------------- | ---------------- | -------- |
| Castres olympique     | Section paloise  | 12-11    |
| Racing club de France | Aviron bayonnais | 13-9     |

## Finale
| Équipes               | Castres olympique - Racing club de France |
| Score                 | 11 - 8 |
| Date                  | 16 avril 1950 |
| Stade                 | Stade des Ponts Jumeaux de Toulouse |
| Arbitre               | Charles Durand |
| Les équipes           | |
| Castres olympique     | Clément Fitté, André Alary, Jacques Larzabal, Georges Amen, Jean Pierre-Antoine, René Coll, Jean Matheu-Cambas, Victor Lachat, André Chanfreau, Albert Torrens, Armand Balent, Robert Espanol, Jacques Siman, Maurice Siman, Joseph Moreno                         |
| Racing club de France | Michel Fontvielle, Jean Benetière, Jean Lhospital, Christian Guilbert, François Varenne, Pierre Salles-Robis, Jean-Claude Bourrier, Louis Pardas, Gérard Dufau, Louis Dionnet, Fernand Cazenave, Francis Desclaux, Pierre Jeanjean, Alain Porthault, Pierre Dizabo |
| Points marqués        | |
| Castres olympique     | 3 essais par Matheu-Cambas, Balent et Espanol, 1 transformation de Pierre-Antoine |
| Racing club de France | 2 essais de Porthault, 1 transformation de Desclaux |

Malgré la présence de cinq internationaux du côté du Racing, le Castres olympique conserve le titre acquis en 1949.